# Marco Antônio Lemos Tozzi
Marco Antônio Lemos Tozzi (Cruz Alta, 7 november 1973 – Ipê, 27 december 2011) was een Braziliaans voetballer, beter bekend als Catê.

## Biografie
Catê begon zijn carrière bij Guarany uit zijn thuisstad en maakte dan de overstap naar Grêmio. In 1991 trok hij naar het São Paulo van Telê Santana en kende daar grote successen. Hij won met de club het Campeonato Paulista, twee keer de Copa Libertadores, de intercontinentale beker, de Supercopa Sudamericana en Copa CONMEBOL, waarin hij in de finale drie keer scoorde tegen Peñarol. Toch was hij geen gevestigde waarde bij de club en zat hij vaak op de bank. In 1994 werd hij uitgeleend aan Cruzeiro, waarmee hij het Campeonato Mineiro won.
Van 1996 tot 1997 ging hij naar het Chileense Universidad Católica en won daarmee het Apertura-toernooi. Na een korte terugkeer bij São Paulo koos hij voor een Europees avontuur bij Sampdoria en speelde daarna nog voor verschillende clubs.
Catê overleed eind december 2011 in een auto-ongeval.